# Psednos gelatinosus
Psednos gelatinosus är en fiskart som beskrevs av Chernova 2001. Psednos gelatinosus ingår i släktet Psednos och familjen Liparidae. Inga underarter finns listade i Catalogue of Life.